# بیکتور گارسیا لئون
بیکتور گارسیا لئون (اسپانیایی: Víctor García León‎؛ زادهٔ ۱۹۷۶) کارگردان فیلم و فیلم‌نامه‌نویس اهل اسپانیا است. او فرزند کارگردان سینما خوزه لوئیس گارسیا سانچس و خوانندهٔ اسپانیایی «روسا لئون» است.
از فیلم‌ها یا مجموعه‌های تلویزیونی که وی در آن‌ها نقش داشته‌است، می‌توان به مردان پاکو و نابرده رنج، گنج میسر نمی‌شود اشاره نمود که برای فیلم اخیر نامزد دریافت جایزه گویای «بهترین کارگردان جدید» شد.